# 波特兰大学
波特蘭大學（University of Portland）是美國西岸俄勒岡州波特蘭市大學公園（University Park）的一所私立羅馬天主教大學，創立於1901年，學生約四千人，國際學生約佔百分之三。波特蘭大學共有6個學院，包括文理學院、商學院、教育學院、工程學院、醫護學院及研究院。2019年《美國新聞與世界報道》“西部地區大學”排名中該大學列在第6位。